# New Model Army (banda)
New Model Army es un grupo musical post-punk y de rock alternativo formado en Bradford (Reino Unido) en 1980. El grupo, iniciado por Justin Sullivan, se puso el nombre del Nuevo Ejército Modelo inglés.

## Discografía

### Álbumes de estudio
- 1984: "Vengeance" (Abstract Records)
- 1985: "No Rest for the Wicked" (EMI Records)
- 1986: "The Ghost of Cain" (EMI Records)
- 1989: "Thunder and Consolation" (EMI Records)
- 1990: "Impurity" (EMI Records)
- 1993: "The Love of Hopeless Causes" (Epic Records)
- 1998: "Strange Brotherhood" (Attack Attack Records)
- 2000: "Eight" (Attack Attack Records)
- 2005: "Carnival" (Attack Attack Records)
- 2007: "High" (Attack Attack Records)
- 2009: "Today Is a Good Day" (Attack Attack Records)
- 2013: "Between Dog and Wolf" (Attack Attack Records)
- 2014: "Between Wine and Blood" (Attack Attack Records)
- 2016: "Winter" (Attack Attack Records, EarMUSIC)
- 2019: "From Here" (Attack Attack Records, EarMUSIC)
- 2024: "Unbroken" (Attack Attack Records, EarMUSIC)

### Álbumes en directo
- 1991: "Raw Melody Men
- 1999: "...& Nobody Else
- 2008: "Fuck Texas, Sing for Us

## Enlaces de Interés
- Sitio Oficial

- Datos: Q1501951
- Multimedia: New Model Army (band) / Q1501951